# Enrico De Angelis (giornalista)
Enrico de Angelis (Bolzano, 12 aprile 1948) è un giornalista italiano.

## Biografia
Cresciuto e residente tuttora a Verona, inizia la carriera giornalistica nel 1969, e due anni dopo si iscrive all'Albo giornalisti professionisti. 
Ha approfondito temi legati ai soggetti deboli ed emarginati della società, ricevendo diversi premi, e si è occupato dello spettacolo e della cultura, in particolare quello musicale. Come critico musicale ha scritto o curato numerosi libri e collane sulla «canzone d'autore», espressione coniata per la prima volta da lui stesso.
Numerosi i dischi dei quali è stato produttore artistico. Attivo nel Club Tenco fin dalla fondazione nel 1972, ne è stato responsabile artistico dal 1995 al 2014 e direttore artistico delle Rassegne del 2015 e 2016.
Ha lavorato a innumerevoli concerti, rassegne, corsi, conferenze, incontri pubblici, programmi radiofonici e pubblicazioni varie, talora come direttore artistico.

## Opere
- Curatela di Piero Ciampi, Canzoni e poesie, Roma, Lato side, 1980.
- Conte, a cura di, Padova, Muzzio, 1989. ISBN 88-7021-476-1.
- Curatela di Piero Ciampi, Tutta l'opera, con CD, Milano, Arcana, 1992. ISBN 88-7966-006-3.
- Jacques Brel. Tutte le canzoni. 1948-1977, a cura di, Milano, Arcana, 1994. ISBN 88-7966-040-3.
- Curatela di Luigi Tenco, Io sono uno, con VHS, Milano, Baldini & Castoldi, 2002. ISBN 88-8490-215-0.
- Discografia e interventi in Aldo Fegatelli Colonna, Luigi Tenco. Vita breve e morte di un genio musicale, Milano, Oscar Mondadori, 2002. ISBN 88-04-50087-5.
- La tradotta. Storie di canzoni amate e tradite, a cura di e con Sergio Secondiano Sacchi, Civitella in Val di Chiana, Zona, 2003. ISBN 88-87578-65-6.
- L'anima dei poeti. Quando la canzone incontra la letteratura, a cura di e con Sergio Secondiano Sacchi, Civitella in Val di Chiana, Zona, 2004. ISBN 88-87578-84-2.
- Noi due, una lunga storia, con Ornella Vanoni e Gino Paoli, Milano, Mondadori, 2004. ISBN 88-04-53619-5.
- Quelle facce un po' così.... Trent'anni di cantautori al Club Tenco, a cura di, con CD, Milano, Rizzoli Libri Illustrati, 2005. ISBN 88-17-00888-5.
- Seguendo Virgilio. Virgilio Savona, dal Quartetto Cetra alla canzone per l'infanzia, a cura di e con Sergio Secondiano Sacchi, Civitella in Val di Chiana, Zona, 2005. ISBN 88-89702-21-4.
- Intervista in Isabella Maria Zoppi, Paolo Conte. Elegia di una canzone, Civitella in Val di Chiana, Zona, 2006. ISBN 88-89702-55-9.
- Indypendenti d'Italia. Storia, artisti, etichette e movimenti della musica indipendente italiana, a cura di e con Federico Guglielmi e Giordano Sangiorgi, Civitella in Val di Chiana, Zona, 2007. ISBN 978-88-95514-11-6.
- Il mio posto nel mondo. Luigi Tenco, cantautore. Ricordi, appunti, frammenti, a cura di e con Enrico Deregibus e Sergio Secondiano Sacchi, Milano, Bur, 2007. ISBN 978-88-17-01892-0.
- Prefazione a Paolo Talanca, Cantautori novissimi. Canzone d'autore per il terzo millennio. Max Manfredi, Marco Ongaro, Vinicio Capossela, Alessio Lega, Carmen Consoli, Isa, Samuele Bersani, Simone Cristicchi, Foggia, Bastogi, 2008. ISBN 978-88-6273-090-7.
- Collaborazione a Margherita Zorzi, Fausto Amodei. Canzoni di satira e di rivolta, Civitella in Val di Chiana, Zona, 2008. ISBN 978-88-95514-62-8.
- Curatela con Mario Dentone del DVD Luigi Tenco. Per la testa grandi idee, Milano-Roma, Fondazione Giorgio Gaber-Radio Fandango-Rai Trade, 2008.
- Piero Ciampi. Discografia illustrata, con Ugo Marcheselli, Roma, Coniglio, 2008. ISBN 978-88-6063-173-2.
- Quartetto Cetra. Antologia di canzoni, sketch e parodie, a cura di e con Carlo Savona, con 2 DVD, Roma, Rai trade, 2008.
- Se tutti fossero uguali a te. Il Club Tenco per Sergio Bardotti. [Oltre 100 tra i suoi testi più belli + 14 canzoni dalla voce di Sergio], a cura di e con Sergio Secondiano Sacchi, con CD, Civitella in Val di Chiana, Zona, 2008. ISBN 978-88-95514-50-5.
- Musica sulla carta. Quarant'anni di giornalismo intorno alla canzone. 1969-2009, Civitella in Val di Chiana, Zona, 2009. ISBN 978-88-6438-052-0.
- Tutto un complesso di cose. Il libro di Paolo Conte, a cura di, Firenze-Milano, Giunti, 2011. ISBN 978-88-09-75902-2.
- Curatela con Francesca Rizzotti di Alba Avesini, Poesie e filastrocche, Verona, Scripta, 2013. ISBN 978-88-96162-60-6.
- Ferré e gli altri. La grande canzone francese e i suoi interpreti, a cura di, Cerasolo Ausa di Coriano, NdA Press, 2014. ISBN 978-88-89035-86-3.
- Genova e la canzone d'autore, a cura di, Genova, Gruppo Banca Carige, 2014.
- Italo Calvino e gli anni delle canzoni, a cura di, con CD, Verona, Betelgeuse, 2015. ISBN 978-88-6349-012-1.
- Discografia a cura di e con Michele Neri e Franco Settimo in Aldo Colonna, Vita di Luigi Tenco, Milano, I grandi tascabili Bompiani, 2017. ISBN 978-88-452-8360-4.
- Introduzione a La mia prima volta con Fabrizio De André. 515 storie, a cura di Daniela Bonanni e Gipo Anfosso, Como-Pavia, Ibis, 2019. ISBN 978-88-7164-597-1.